# Пламондон, Джерри
Жозеф Жерар Роже Пламондон (фр. Joseph Gerard Roger Plamondon; 5 января 1924, Шербрук, Квебек — 26 января 2019, Шербрук, Квебек) — канадский хоккеист, левый нападающий. Выступал в Национальной хоккейной лиге в 1945—1951 годах за команду «Монреаль Канадиенс», обладатель Кубка Стэнли 1946 года.

## Биография
Джерри Пламондон родился 5 января 1924 года в городе Шербрук провинции Квебек, Канада.
Начал карьеру хоккеиста в сезоне 1943/44 в Квебекской юниорской хоккейной лиге, где представлял юниорский состав «Монреаль Канадиенс». Также играл за команды «Монреаль Канада Кар» и «Монреаль Ройалс».
В сезоне 1944/45 выступал за «Питтсбург Хорнетс» в Американской хоккейной лиге и за «Валлифилд Брейвз» в Квебекской провинциальной хоккейной лиге.
Одним из самых успешных сезонов в его карьере оказался сезон 1945/46, когда он дебютировал в НХЛ в составе «Монреаль Канадиенс», сыграл в шести играх регулярного чемпионата и одной игре стадии плей-офф. Вместе с командой стал обладателем Кубка Стэнли.
Сезон 1946/47 вновь провёл в «Монреаль Ройалс».
В сезоне 1947/48 вернулся в НХЛ и затем время от времени выходил на лёд в составе «Монреаль Канадиенс» вплоть до 1951 года. Один из лучших матчей провёл 24 марта 1949 года, когда сделал хет-трик в противостоянии с «Детройт Ред Уингз», в том числе забросил решающую шайбу в овертайме, что позволило команде выиграть со счётом 4:3. В общей сложности сыграл в НХЛ 74 матча, набрав 20 очков (забросил 7 шайб и отдал 13 голевых передач).
Впоследствии выступал за менее именитые команды, как то «Цинциннати Мохокс», «Шикутими Сажунинс» и др.
Завершил карьеру профессионального хоккеиста в 1958 году, но затем в течение нескольких лет являлся игроком и тренером нескольких небольших клубов в провинциях Квебек и Онтарио, в том числе возглавлял местную хоккейную команду в своём родном городе Шербруке.
Некоторое время Пламондон являлся последним из оставшихся в живых обладателей Кубка Стэнли 1946 года и одним из старейших ныне живущих игроков «Монреаль Канадиенс».
Умер 26 января 2019 года в Шербруке в возрасте 95 лет.